# Nils Hartmann
Nils Hartmann (født 7. december 1941) er dansk forfatter og oversætter.
Hartmann er uddannet som folkeskolelærer og skolebibliotekar på Vordingborg Statsseminarium i 1968. Han har arbejdet som undervisningskonsulent i Dansk UNICEF fra 1970-1995. Han har skrevet romaner for både børn og voksne, men er især kendt for en række børne- og billedbøger ofte med historisk indhold. Derudover har han også været redaktør af Gyldendals STORE Børneleksikon (1993).
Hartmann har modtaget flere litteraturpriser. I 1986 fik hans bog Et barn har brug for fred Kommunernes Skolebiblioteksforenings Forfatterpris og i 1995 fik han Drassows Legat.  I 1996 modtog han Danmarks Skolebibliotekarforenings Børnebogspris sammen med Dorte Karrebæk og Orla Frøsnapperprisen (2010).
I 2011 blev hans bog Varulve og vampyrer' nomineret til Orla-prisen. Han fik Gyldendals Børnebogspris i 2013.
Han blev portrætteret i bogen Historiens Ildsjæle fra 2009, der omhandler i alt 18 ildsjæle inden for historie i Danmark, som blev udnævnt af Dansk Historisk Fællesråd.